# Sabinov (distrito)
O distrito de Sabinov (eslovaco: Okres Sabinov) é uma unidade administrativa da Eslováquia Oriental, situada na região de Prešov, com 54.067 habitantes (censo de 2001) e uma superfície de 484 km². Sua capital é a cidade de Sabinov.

## Demografia
| Ano:        | 1994   | 2004   | 2014   | 2024   |
| ----------- | ------ | ------ | ------ | ------ |
| Broj ljudi: | 51 223 | 55 351 | 58 969 | 61 995 |
| Razlika:    |        | +8,05% | +6,53% | +5,13% |

| Ano:               | 2023   | 2024   |
| ------------------ | ------ | ------ |
| Número de pessoas: | 61 542 | 61 995 |
| Diferença:         |        | +0,73% |

## Cidades
- Lipany
- Sabinov (capital)

## Municipios
- Bajerovce
- Bodovce
- Brezovica
- Brezovička
- Červená Voda
- Červenica pri Sabinove
- Daletice
- Drienica
- Dubovica
- Ďačov
- Hanigovce
- Hubošovce
- Jakovany
- Jakubova Voľa
- Jakubovany
- Jarovnice
- Kamenica
- Krásna Lúka
- Krivany
- Lúčka
- Ľutina
- Milpoš
- Nižný Slavkov
- Olejníkov
- Oľšov
- Ostrovany
- Pečovská Nová Ves
- Poloma
- Ratvaj
- Ražňany
- Renčišov
- Rožkovany
- Šarišské Dravce
- Šarišské Michaľany
- Šarišské Sokolovce
- Tichý Potok
- Torysa
- Uzovce
- Uzovské Pekľany
- Uzovský Šalgov
- Vysoká